# Ermita de la Divina Pastora (Bétera)
La ermita de la Divina Pastora, Calvario y Panteón de Dos Aguas, es un conjunto situado en el centro de la población de Bétera, entre las calles Espronceda y la de Marqués de Dos Aguas con acceso desde la Plaza del Calvario, en la comarca del Campo de Turia, de la provincia de Valencia. Se trata de un bien de interés cultural, catalogado como tal en la Dirección General de Patrimonio cultural de la Consejería de Turismo, Cultura y Deporte de la Generalidad Valenciana, con código: 46.11.070-003, que no presenta todavía anotación ministerial.

## Descripción histórico-artística

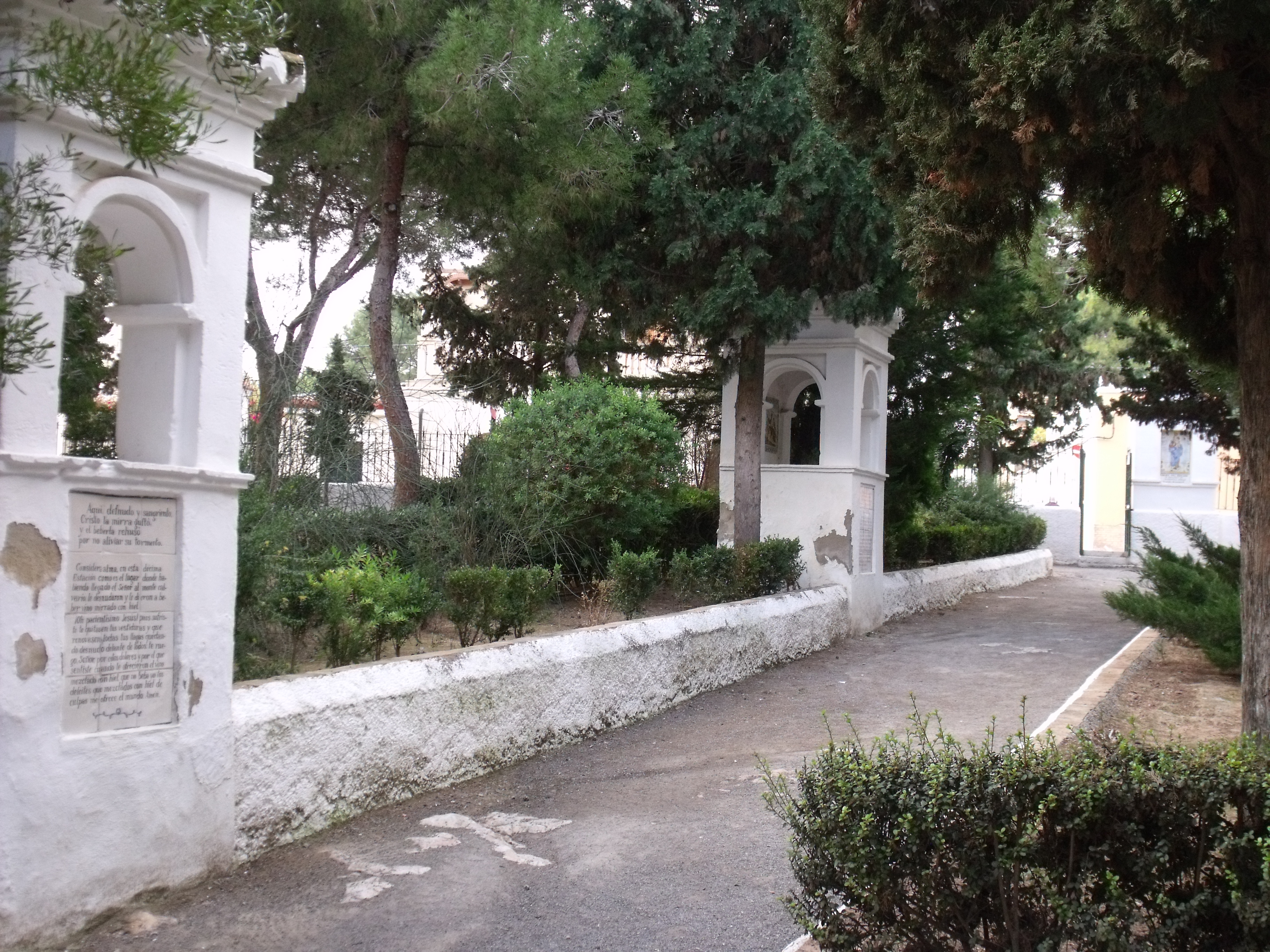
Calvario.

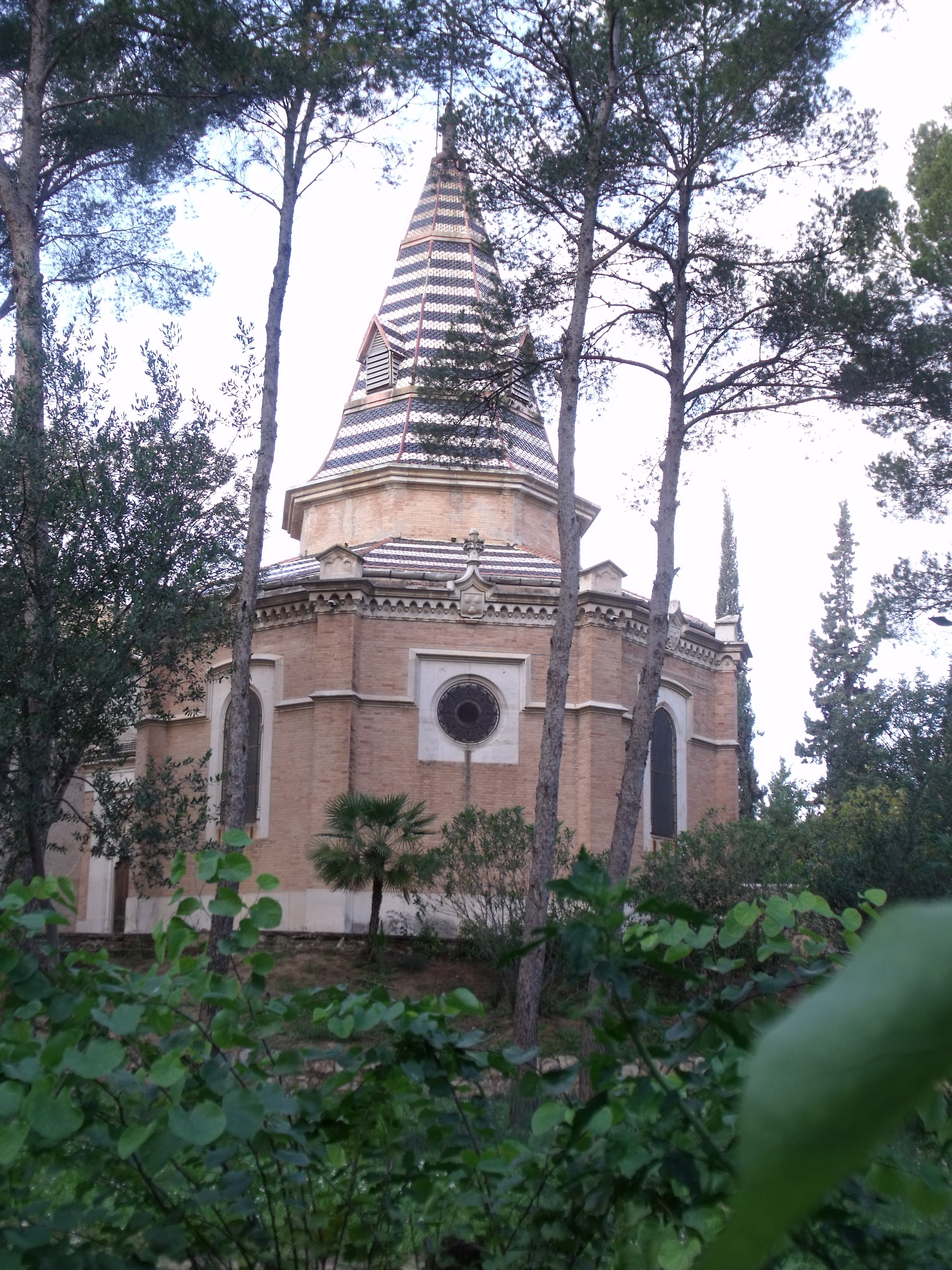
Panteón.

El calvario se ubica en el primitivo cementerio y presenta una topografía plan, lo que contrasta con los calvarios tradicionales que suelen ubicarse en las laderas de los montes. Para conseguir el efecto de ascensión que suelen tener los calvarios, el Vía Crucis está diseñado en forma de zig-zag, aunque también hay un recorrido en línea recta en la parte central. Se entra a él desde la plaza del Calvario por una puerta de tres arcos de medio punto, que se abre a una especie de plaza en cuyo centro puede verse una cruz de madera datada en 1941. A lo largo del calvario se sitúan los nichos con las 14 estaciones del Vía Crucis, llamados también casilicios, de base cuadrada y adornados con azulejos que aluden a las escenas de las estaciones que representan, y separados unos de otros por árboles. Estos casilicios presentan en la parte superior cuatro arcos de medio punto con molduras, a modo de capilla, en cuyo interior se representan las estaciones en paneles cerámicos al estilo del siglo XVIII. El techo forma un chapitel forrado con teja árabe y rematado con una bola de cerámica y una cruz de metal. El calvario finaliza en una plaza oval, alrededor de la cual se sitúan los siete dolores y los siete gozos de la Virgen, representados en paneles cerámicos ubicados en otros casilicios, y que presenta en el centro un humilladero o cruz de término. Los materiales empleados para la construcción de los casilicios es el ladrillo y mampostería tomada con cal.
Además, en el recinto existen otros casilicios con diferentes advocaciones marianas y santos, con oraciones en verso dedicados por vecinos del pueblo.
La ermita, con advocación a la Divina Pastora, se encuentra tras la plaza, y en el eje de la misma. Se podría datar entre 1798 y 1853, tratándose de una construcción de una sola nave con tres capillas a cada lado. La cubierta de la nave forma una bóveda de cañón, que se divide en cuatro tramos separados por arcos fajones que se sujetan en pilares jónicos. Tiene coro a los pies, y bajo el mismo, una inscripción que fecha su pintura y decoración en el año 1884. La imagen de la Divina Pastora se conserva en un nicho en el abigarrado y policromado retablo del altar mayor, tras el cual se halla la sacristía. La bóveda está decorada con pinturas ilusionistas de lunetos con ventanas enmarcadas por arquitectura. El altar mayor es de estilo neoclásico, con bóveda acabada en una cúpula asentada en un elevado tambor con cuatro falsas pechinas que representan atributos de la Virgen. Por último, a la derecha de la ermita está lo que debía ser las dependencias del ermitaño. La fachada principal tiene tres arcos de medio punto, siendo el central de mayor dimensión y presentando un nicho que aunque antiguamente ubicó una imagen de la titular, actualmente solo tiene un panel con la imagen de la Divina Pastora en azulejos cerámicos, del año 1983 y sobre él una ventana circular u óculo. La fachada tiene como remate una cornisa en forma escalonada ascendente que termina en el centro con una pequeña espadaña de ladrillo con una campana. A ambos lados de la fachada hay dos pirámides.
Respecto al Panteón de Dos Aguas, se encuentra junto a la ermita y que se comunica con ella a través de una reja de hierro. Tiene planta octogonal, con un espacio central (permite ver la cripta), cubierto con una cúpula decorada con pinturas y sostenida por arcos apuntados apoyados en pilastras de mármol, que está rodeado por una nave o galería que recorre el edificio. Esta galería tiene como techo una bóveda de crucería con nervios que recaen sobre columnas adosadas al muro, en el cual se abren vanos con vidrieras para dar luz al interior. A la cripta se accede a través de una escalera hecha con grandes losas de piedra, y recibe la luz a través de la abertura circular superior, protegida por una barandilla de mármol italiano, que da a la parte central del panteón. Los materiales empleados en la construcción son el ladrillo sobre zócalo de piedra. Exteriormente está acabada en ladrillo cara vista, destacando el acabado de los vanos y la cornisa que recorre todo el edificio, en el que utiliza otro material, jugando con los colores de los mismos. La cubierta tiene dos cuerpos de diferente pendiente, el más alto es un chapitel con buhardillas, decorado con tejas de cerámica combinando el blanco y el azul formando franjas horizontales con dibujos geométricos.